# Рамії
Рамії (валлон. Ramiêye) — муніципалітет Валлонії, розташований у бельгійській провінції Валлонський Брабант. На 1 січня 2012 року загальна чисельність населення Рамії становила 6211 осіб. Загальна площа 48,68 км², що дає щільність населення 128 жителів на км².
Муніципалітет складається з таких районів: Отр-Егліз, Бомаль, Гест-Жеромпон-Пті-Розьєр, Гран-Розьєр-Оттомон, Юппає, Мон-Сен-Андре та Рамільє-Оффю.
Колишня римська дорога з Баве в Кельн проходить через Рамії. Трохи на північ від дороги, також у межах муніципалітету, курган Хоттомонт є одним із найзначніших курганів у Бельгії.